# Parlamentswahl in Serbien 2022
- Moramo: 13
- SPS: 32
- US: 38
- Mind.: 12
- SNS: 120
- DSS: 15
- Dveri: 10
- SSZ: 10

Die Parlamentswahl in Serbien im Jahr 2022 fand zusammen mit der Präsidentschaftswahl am 3. April 2022 statt. Die Wahl wurde vom Amtsinhaber Aleksandar Vučić und seiner Serbische Fortschrittspartei (SNS) gewonnen, jedoch mit erheblichen Verlusten.
Die Wahl war ursprünglich erst für 2024 geplant, vom serbischen Präsidenten Aleksandar Vučić jedoch bereits nach der Regierungsbildung in Folge der Parlamentswahl 2020, die von weiten Teilen der Opposition boykottiert worden war, für 2022 angekündigt.
Der regierenden SNS-Partei werden  Wahlmanipulationen und Behinderung der Opposition im Vorfeld der Wahl vorgeworfen. So stellte die OSZE-Wahlbeobachtermission fest, dass die Grundfreiheiten während des Wahlkampfs weitgehend respektiert wurden, aber eine  Kombination aus unausgewogenem Zugang zu den Medien, unangemessenem Druck auf die Beschäftigten des öffentlichen Sektors, die Amtsinhaber zu unterstützen,  erheblichen Ungleichheiten bei der Wahlkampffinanzierung und dem Missbrauch von Verwaltungsressourcen zu ungleichen Bedingungen für die Kandidaten geführt hätten. Auch am Wahltag wurden Unregelmäßigkeiten festgestellt.

## Teilnehmende Parteien

### Wahllisten
Im Folgenden sind die offiziellen Wahllisten aufgeführt, die von der serbischen Wahlkommission (RIK) veröffentlicht wurden.
| #  | Wahlliste | Wahlliste | Stimmzettelträger    | Hauptideologie           | Politische Position | Unterschriften | Hinweis |
| -- | --------- | --- | -------------------- | ------------------------ | ------------------- | -------------- | ------- |
| 1  |           | Aleksandar Vučić – Gemeinsam können wir alles - SNS, SDPS, PS, PUPS, PSS-BK, SNP, SPO, NSS, USS, BS | Danica Grujičić      | Nationalkonservatismus   | Catch-all           | 57.007         |         |
| 2  |           | Ivica Dačić – Premierminister Serbiens - SPS, JS, ZS | Ivica Dačić          | Sozialismus              | Catch-all           | 22.714         |         |
| 3  |           | Verband der Vojvodina-Ungarn – István Pásztor - VMSZ/SVM | Bálint Pásztor       | Minderheitenpolitik      | Mitte-rechts        | 8.743          | M       |
| 4  |           | Vojislav Šešelj – Serbische Radikale Partei - SRS | Vojislav Šešelj      | Ultranationalismus       | Rechts              | 11.239         |         |
| 5  |           | Marinika Tepić – Gemeinsam für den Sieg Serbiens - SSP, NS, DS, PSG, PZP, VMDK, GP, Vaterland, Sloga, SMS, VS, PSS                                                                                      | Marinika Tepić       | Anti-Korruption          | Catch-all           | 13.007         |         |
| 6  |           | Miloš Jovanović – Hoffnung für Serbien – Serbische Koalition NADA – Nationaldemokratische Alternative – Demokratische Partei Serbiens – Für das Königreich Serbien – Vojislav Mihailović - DSS, ZKS,BGS | Božidar Delić        | Nationalkonservatismus   | Rechts              | 11.222         |         |
| 7  |           | Milica Đurđević Stamenkovski – Eidhüter der serbischen Partei - SSZ | Milica Đurđević      | Ultranationalismus       | Rechts              | 10.968         |         |
| 8  |           | Muftis Vermächtnis – Partei für Gerechtigkeit und Versöhnung – Usame Zukorlić - SPP | Usame Zukorlić       | Minderheitenpolitik      | Mitte-rechts        | 5.056          | M       |
| 9  |           | Wir müssen – Aktion – Ökologischer Aufstand – Ćuta – Lass Belgrad nicht ersticken – Nebojša Zelenović - NDB, ZZS, EU, IZNO, Solidarität, FRS                                                            | Aleksandar Jovanović | Grüne Politik            | Mitte-links         | 12.236         |         |
| 10 |           | Souveränisten – Saša Radulović – Milan Stamatović – Jovana Stojković - DJB, ZS, ŽZS | Saša Radulović       | Rechtspopulismus         | Rechts              | 10.104         |         |
| 11 |           | Boško Obradović – Serbische Bewegung Dveri – POKS – Miloš Parandilović – Patriotischer Block zur Wiederherstellung des Königreichs Serbien - Dveri, POKS                                                | Boško Obradović      | Serbischer Nationalismus | Rechts              | 10.469         |         |

M – Liste der Minderheiten

## Präsidentschaftskandidaten

### Kandidaten
| # | Kandidat | Kandidat          | Koalition | Koalition                        | Erklärung      |
| - | -------- | ----------------- | --------- | -------------------------------- | -------------- |
| 1 |          | Biljana Stojković |           | Wir müssen                       | Februar 2022   |
| 2 |          | Vladimir Vuletić  |           | Schwarz auf Weiß                 | Februar 2022   |
| 3 |          | Milica Đurđević   |           | SSZ                              | Februar 2022   |
| 4 |          | Miša Vacić        |           | Serbisches Rechts                | Januar 2022    |
| 5 |          | Zdravko Ponoš     |           | Vereint für Serbien              | Januar 2022    |
| 6 |          | Boško Obradović   |           | Dveri                            | Januar 2022    |
| 7 |          | Srđan Škoro       |           | Unabhängig                       | Dezember 2021  |
| 8 |          | Nikola Sandulović |           | Republikanische Partei (Serbien) | Oktober 2021   |
| 9 |          | Miloš Jovanović   |           | NADA                             | September 2021 |

### Potentielle Präsidentschaftskandidaten
- Aleksandar Vučić, SNS
- Boris Tadić, SDS
- Aleksandar Vulin, PS
- Branimir Nestorović, parteilos

## Umfragen

### Parlamentswahl
| Institut                                                 | Datum         | SNS-Koalition | SPAS | SPS—JS | SSP     | NS      | DS      | PSG  | Moramo  | NADA | DJB–ZS | Dveri   | SSZ | SRS | Andere | Führung |
| -------------------------------------------------------- | ------------- | ------------- | ---- | ------ | ------- | ------- | ------- | ---- | ------- | ---- | ------ | ------- | --- | --- | ------ | ------- |
| NSPM                                                     | 4. Feb 2022   | 43.4          | 43.4 | 9.3    | 14.8    | 14.8    | 14.8    | 14.8 | 13.1    | 3.2  | 3.7    | 3.7     | 2.7 | 2.5 | 8.4    | 28.6    |
| Faktor plus                                              | 30. Jan 2022  | 55.6          | 55.6 | 10.2   | 13.3    | 13.3    | 13.3    | 13.3 | 7.5     | 4.0  | 3.0    | 1.7     | 3.6 | 1.1 | 0.0    | 42.3    |
| Faktor plus                                              | 20. Dez 2021  | 57.0          | 57.0 | 10.3   | 12.0    | 12.0    | 12.0    | 12.0 | 7.0     | 4.3  | 3.6    | 1.4     | 3.0 | 1.4 | 0.0    | 45.0    |
| ŠSM                                                      | 10. Dez 2021  | 50.1          | 50.1 | 7.8    | 17.9    | 17.9    | 17.9    | 17.9 | 8.8     | 2.9  | 2.2    | 1.1     | 2.7 | 0.7 | 6.8    | 31.6    |
| Demostat                                                 | 2. Dez 2021   | 55.0          | 55.0 | 55.0   | 16.0    | 16.0    | 16.0    | 16.0 | 9.0     | 7.0  | –      | 5.0     | 5.0 | –   | 8.0    | 39.0    |
| Vereintes Serbien wurde gegründet                        |               |               |      |        |         |         |         |      |         |      |        |         |     |     |        |         |
| Faktor plus                                              | 31. Okt 2021  | 58.3          | 58.3 | 10.4   | 5.4     | 2.7     | 1.9     | 1.5  | –       | 4.3  | 3.4    | 1.5     | 2.9 | 1.4 | 7.3    | 48.7    |
| Faktor plus                                              | 29. Sep 2021  | 58.0          | 58.0 | 9.3    | 5.1     | 2.9     | 1.4     | 1.3  | –       | 4.3  | 3.6    | 1.7     | 2.7 | 1.2 | 8.5    | 48.7    |
| Faktor plus                                              | 3. Aug 2021   | 58.2          | 58.2 | 9.0    | 4.5     | 2.5     | 1.2     | 1.4  | –       | 4.0  | 3.8    | 2.0     | 2.0 | 1.5 | 9.9    | 52.0    |
| ŠSM                                                      | 31. Juli 2021 | 53.8          | 53.8 | 7.0    | 6.4     | 4.9     | 1.9     | 1.2  | 9.4     | 3.9  | 2.9    | 1.6     | 1.4 | 1.4 | 4.2    | 46.8    |
| Ipsos                                                    | 27. Juni 2021 | 59.8          | 59.8 | 8.9    | 4.2     | 1.2     | 1.2     | 0.5  | –       | 5.1  | 3.0    | 1.9     | 1.9 | 1.6 | 9.6    | 52.0    |
| Die Serbische Patriotische Allianz vereinte sich mit SNS |               |               |      |        |         |         |         |      |         |      |        |         |     |     |        |         |
| Faktor plus                                              | 10. Mai 2021  | 60.0          | 3.4  | 8.1    | 3.3     | 2.2     | 0.4     | 1.5  | –       | 3.9  | 3.9    | 1.6     | 2.0 | 1.8 | 7.9    | 51.9    |
| Ipsos                                                    | 5. April 2021 | 58.0          | 3.6  | 7.2    | 3.8     | 2.5     | –       | 1.6  | –       | 4.3  | 4.4    | 1.4     | 2.0 | 2.2 | 9.0    | 50.8    |
| Faktor Plus                                              | 18. Feb 2021  | 60.3          | 4.2  | 8.3    | 3.2     | 2.4     | –       | 1.5  | –       | 3.7  | 3.8    | 1.5     | 2.2 | 1.4 | 7.5    | 52.0    |
| Ipsos                                                    | 1. Jan 2021   | 60.5          | 3.6  | 9.0    | 1.6     | 0.3     | 1.1     | 0.8  | –       | 4.3  | 3.7    | 1.1     | 1.4 | 2.6 | 8.6    | 51.8    |
| DW                                                       | 19. Dez 2020  | 46.8          | 6.4  | 11.5   | 2.2     | 1.1     | 0.4     | 2.1  | –       | 6.6  | 5.3    | 2.3     | –   | 3.6 | 11.7   | 35.3    |
| Faktor Plus                                              | 4. Sep 2020   | 59.1          | 5.1  | 9.0    | 3.1     | 2.3     | –       | –    | –       | –    | –      | 2.0     | –   | –   | 19.4   | 50.1    |
| Parlamentswahl 2020                                      | 21. Juni 2020 | 60.6          | 3.8  | 10.4   | Boykott | Boykott | Boykott | 1.6  | Boykott |      | 2.3    | Boykott | 1.4 | 2.0 | 12.8   | 50.2    |

### Präsidentschaftswahl
| Institut | Datum        | Aleksandar Vučić | Marinika Tepić | Zdravko Ponoš | Andere | Führung |
| -------- | ------------ | ---------------- | -------------- | ------------- | ------ | ------- |
| ŠSM      | 10. Dez 2021 | 46.9             | 27.3           | 10.0          | 15.8   | 19.6    |